# 陳智德
陳智德（1969年—），筆名陳滅，出生於香港，詩人、評論人。
香港培正中學、台灣東海大學中文系畢業，於香港嶺南大學取得碩士和博士學位。曾創辦《呼吸》詩刊、《詩潮》月刊。現任教於香港教育大學的文學及文化學系，擔任副教授的職務，主力研究香港文學、香港電影、中國新詩及中國現當代文學。

## 履歷
1994至97年任職於香港中文大學中國文化研究所，2004至06年任嶺南大學中文系客座授課導師，2008年1月起出任香港中文大學圖書館「中國現代文學研究計劃」副研究員，現為香港教育大學中文系助理教授。
其創作包括新詩、散文及小說，台灣求學期間曾獲東海文學獎新詩組首獎、夔鳳文學獎新詩和古典詩組獎項及教育部文藝獎散文組佳作。另於香港獲得1990、94、96及2002年度中文文學創作獎新詩組獎項，2007年以《愔齋書話》一書獲第九屆香港中文文學雙年獎文學評論組推薦獎。2014年獲香港藝術發展獎年度最佳藝術家獎（藝術評論）。1996至2000年間參與創辦《呼吸詩刊》及《詩潮》月刊。著有詩集《單聲道》（2002）、《低保真》（2004）、《市場，去死吧》（2008）；文集《愔齋書話》（2006）、《愔齋讀書錄》（2008）；編輯選集《三、四○年代香港詩選》（2003）、《三四○年代香港新詩論集》（2004）等。詩人關夢南曾重點提及由陳智德／小西編的《咖啡還未喝完》（2005），裡面整理了以下一系列詩人的作品︰羅貴祥、關夢南、劉芷韻、梁秉鈞、蔡炎培、陳滅、飲江、洛楓及鄧阿藍。其中，陳滅和洛楓談詩時尚未出版成名作——《市場，去死吧！》及《飛天棺材》。九位詩人有意包括老中青三代人。此書另一個亮點是附詩論，執筆有：葉輝、陳智德、湯禎兆、小西、鄧小樺、袁兆昌、郭麗容、樊善標等。引述關夢南先生的說法：這樣大規模民間詩歌論述，此後暫未有再出現。

## 評審工作
根據香港教育大學的教學人員官方網站上的資料，他曾擔任以下公開文學比賽的評審：
第三十一至第三十六屆「青年文學獎」新詩初級組評判（2004-2009）
第三十七屆「青年文學獎」新詩高級組評判（2010）
第五屆「工人文學獎」新詩組評判（2010）
第六屆「大學文學獎」新詩組評審委員（2010-2011）
2012年度中文文學創作獎新詩組評判（2012）

## 著作
詩集：
- 《單聲道》，[(2002)香港:東岸出版有限公司]
- 《低保真》，[(2004)香港:麥穗出版有限公司]
- 《市場，去死吧》，[(2008)香港:麥穗出版有限公司]
- 《市場，去死吧（增訂版）》，[(2017)香港:石磬文化有限公司][4]

文學評論：
- 《愔齋書話——香港文學札記》，[(2006)香港:麥穗出版有限公司]
- 《愔齋讀書錄》，[(2008)香港:Kubrick 出版社]
- 《抗世詩話》，[(2009)香港:Kubrick 出版社]
- 《解體我城》，[(2009)香港:香港花千樹出版有限公司]

散文：
- 《地文誌：追憶香港地方與文學》，[(2013)台北:聯經出版]

學術發表：
- 書籍、冊次、文本評論、學術論壇發報
  - ---書籍、冊次、文本評論
  - 陳智德（2018）：《這時代的文學》，香港，中華書局。
  - 陳智德（2018）：《板蕩時代的抒情：抗戰時期的香港與文學》，香港，中華書局。
  - 陳智德（2017）：〈導讀：葉靈鳳散文敘論〉，收錄於陳智德編，《香港當代作家作品選集．葉靈鳳卷》，（15-26），香港，天地圖書有限公司。
  - 陳智德編（2017）：《香港當代作家作品選集．葉靈鳳卷》，香港，天地圖書有限公司。
  - 陳智德編（2016）：《香港文學大系一九一九－一九四九‧文學史料卷 》，香港，商務印書館（香港）有限公司。
  - 陳智德（2015）：〈本土的自創與解體：從《我城》到《白髮阿娥及其他》〉，收錄於王德威、陳平原、陳國球主編，《香港：都市想像與文化記憶》，（180-193），北京，北京大學出版社。
  - 陳國球總主編、陳智德副總主編（2014）：《香港文學大系1919-1949》，香港，商務印書館。
  - 陳智德編（2014）：《香港文學大系一九一九－一九四九‧新詩卷》，香港，商務印書館（香港）有限公司。
  - 陳智德（2014）：〈越界的本土詩學－－論梁秉鈞〉，輯於謝冕、孫玉石、洪子誠主編，《新詩評論》總第十八輯，（23-34），北京，北京大學出版社。
  - 陳智德編，高贊敬譯（2012）：《홍콩시선1997-2010》（《香港詩選1997-2010》），首爾，知萬知。
  - 陳智德（2012）：新民主主義文藝與戰後香港的文化轉折──從小說《人海淚痕》到電影《危樓春曉》，輯於梁秉鈞等編，《香港文學與電影》，（104-121），香港，香港公開大學出版社、香港大學出版社。
  - 陳智德（2011）：冷戰局勢下的台、港現代詩運動：以商禽、洛夫、瘂弦、白萩與戴天、馬覺、崑南、蔡炎培為例，輯於陳建忠編，《跨國的殖民記憶與冷戰經驗：臺灣文學的比較文學研究》，（409-432），新竹，清華大學台灣文學研究所。
  - 梁秉鈞、陳智德、鄭政恆編 (2011). 《香港文學的傳承與轉化》. 香港: 匯智出版有限公司.
  - 陳智德 (2011). 今日香港文學研究引介：史料、選本與評論. 輯於梁秉鈞、陳智德、鄭政恆編, 《香港文學的傳承與轉化》 (頁291-307). 香港: 匯智出版有限公司.
  - 陳智德 (2011). 烏托邦想像與開放的隱語. 輯於何思穎編, 《文藝任務．新聯求索》 (頁101-107). 香港: 香港電影資料館.
  - 陳智德 (2011). 純詩的探求：論四十年代的戴望舒與柳木下. 輯於梁秉鈞、陳智德、鄭政恆編, 《香港文學的傳承與轉化》 (頁43-56). 香港: 匯智出版有限公司.
  - 陳智德 (2010). 左翼的任務和鬥爭：戰後香港左翼詩歌. 輯於香港中文大學中國語言及文學系、香港教育學院中國文學文化研究中心合編, 《都市蜃樓──香港文學論集》 (頁65-80). 香港: 牛津大學出版社.
  - 陳智德 (2010). 錯體的本土思考──劉以鬯《過去的日子》、《對倒》與《島與半島》. 輯於梁秉鈞等編, 《劉以鬯與香港現代主義》 (頁133-142). 香港: 香港公開大學出版社.
  - 陳智德（2010）：公共倫理的印記：龍剛電影研究，輯於盛安琪、劉嶔編，《香港影人口述歷史叢書之六：龍剛》，（頁 158-168），香港，香港電影資料館。
  - 陳智德（2010）：徐訏的文學道路（〈徐訏の文学の路〉，山下未奈譯），輯於小山三郎和許菁娟編，《中国現代文学──台湾からみる中国大陸の文学現象》，（頁 149-153），京都，日本，晃洋書房。
  - 陳智德（2009）：覺醒的肇端：《七十年代》初探，輯於侯萬雲編，《1970s：不為懷舊的文化政治重訪》，（頁 218-224），香港，進一步。
  - ---期刊論文發報
  - 陳智德（2009）：《解體我城：香港文學1950-2005》，香港，花千樹出版有限公司。
  - 陳智德（2016）：〈「回歸」的文化焦慮：1995年的《今天•香港文化專輯》與2007年的《今天•香港十年》〉，《政大中文學報》，第25期，頁65-90。
  - 陳智德（2013）：左翼共名與青年文藝──1947至1951年的《華僑日報》「學生週刊」，《政大中文學報》，第20期，243-266。
  - 陳智德（2013）：五十年代香港左翼電影的革命話語：《父慈子孝》、《桃李滿天下》與《虹》，《《中外文學》》，第42卷，第1期，129-153。
  - 陳智德（2011）：一九五○年代香港小說的遺民空間：趙滋蕃《半下流社會》、張一帆《春到調景嶺》與阮朗《某公館散記》、曹聚仁《酒店》，《《中國現代文學》》，19，5-24。
  - 陳智德（2010）：革命與詩的失落：魯迅、斯諾與中國新詩，《《現代中文學刊》》，2010(1)，頁 20-26。
  - 陳智德（2008）：起源及其變體──香港作家、香港文學與香港新詩，《《現代中文文學學報》》，8.2 - 9.1，158-170。
  - ---學術論壇論文
  - 陳智德（2014，10）：反殖與鄉愁：戴天與香港新詩的語言反思，「兩岸新詩國際論壇」學術研討會，新竹市，台灣。
  - 陳智德（2013，3）：《南華日報》副刊與日治時期香港文學，The 8th Annual Conference of The Asian Studies Association of Hong Kong，Hong Kong。
  - 陳智德（2012，6）：從現代主義到批判的寫實主義：論溫健騮，「媒介現代：冷戰中的台港文藝」學術工作坊，台南。
  - 陳智德（2012，5）：《六十年代詩選》與《七十年代詩選》的香港詩聲，「香港文學在台灣」學術研討會，香港。
  - 陳智德（2012，5）：香港時期的朱石麟電影，「一九五○年代的文化衍變：從國內到香港」學術研討會，香港。
  - 陳智德（2011，10）：五十年代香港左翼電影的革命話語──兼論茅盾《虹》的電影改編，第九屆東亞現代中文文學國際學術會議，首爾。
  - 陳智德 (2010, December). 新民主主義文藝與戰後香港的文化轉折──從小說《人海淚痕》到電影《危樓春曉》. 論文發表於「香港：都市想像與文化記憶國際學術研討會」, 香港.
  - 陳智德 (2010, November). 冷戰局勢下的台、港現代詩運動：以商禽、洛夫、瘂弦、白萩與戴天、馬覺、崑南、蔡炎培為例. 論文發表於「跨國的殖民記憶與冷戰經驗：台灣文學的比較文學研究國際學術研討會」, 台北.
  - 陳智德（2010，6）：遺民空間的歷史意識——論趙滋蕃《半下流社會》與張一帆《春到調景嶺》，論文發表於「中西與新舊——香港文學的交會學術研討會」，香港。
  - 陳智德（2009，11）：錯體的本土——劉以鬯的《過去的日子》、《對倒》與《島與半島》，論文發表於「劉以鬯與香港現代主義國際學術研討會」，香港。

## 編輯
- 《從本土出發 : 香港青年詩人十五家》，合編者：黃燦然、陳智德、劉偉成，[(1997) 香江出版有限公司]
- 《三、四〇年代香港詩選》，陳智德編，[(2003)嶺南大學人文學科硏究中心]
- 《三四〇年代香港新詩論集》，陳智德編，[(2004)嶺南大學人文學科硏究中心]
- 《現代漢詩論集》，合編者：陳炳良，梁秉鈞，陳智德，[(2005)嶺南大學人文學科硏究中心]
- 《咖啡還未喝完 : 香港新詩論》，合編者：陳智德、小西，[(2005)現代詩研讀社及文星文化教育協會]
- 《兩種習作在交流》，馬若、鄧阿藍著，陳智德編，[(2006) 麥穗出版有限公司]

1. ↑  香港教育大學文學及文化系. . 香港教育大學行政人員. 2018-19學年  [2019-02-11]. （原始内容存档于2019-02-12）.
2. ↑  . （原始内容存档于2020-10-20）.
3. ↑  香港教育大學. . 香港教育大學. 2018-19學術年  [2019-02-11]. （原始内容存档于2021-12-15）.
4. ↑  . 市場, 去死吧 (增訂版) | 誠品線上.   [2024-05-20]. （原始内容存档于2024-05-20） （中文（臺灣））.